# Коротченко Олександр Дем'янович
Олекса́ндр Дем'я́нович Коро́тченко (23 лютого 1922, Новгород-Сіверський, тепер Чернігівської області — 19 серпня 1990, місто Київ) — український радянський військовик, генерал-полковник авіації. Голова Центрального комітету Добровільного товариства сприяння армії, авіації і флоту України (ДТСААФ України) (1978—1987). Депутат Верховної Ради Української РСР 10—11 скликань.

## Біографія
Народився 1922 року в місті Новгород-Сіверський, нині Чернігівської області. Українець. Батько — Коротченко Дем'ян Сергійович — голова Президії Верховної Ради УРСР. Мати — Коротченко Поліна Опанасівна.
У 1941 році добровільно вступив до лав РСЧА, закінчив військову авіаційну школу льотчиків. На фронтах німецько-радянської війни з 29 липня 1943 року. У складі 429-го винищувального авіаційного полку брав участь у обороні Москви. З травня 1944 року гвардії лейтенант О. Д. Коротченко — старший льотчик 146-го гвардійського винищувального авіаційного полку (9-й винищувальний авіаційний корпус ВПС Південно-Західного округу ППО).
Член ВКП(б) з 1950 року.
Закінчив Військово-повітряну академію і Військову академію Генерального штабу ЗС СРСР.
З 15.04.1953 по 11.10.1956 — командир 146-го гвардійського винищувального авіаційного полку (в/ч 23234), майор
Командував 19-ю дивізією протиповітряної оборони.
З 1966 по 1967 — командувач 28-го корпусу протиповітряної оборони (ППО) СРСР у Львівській області, генерал-майор авіації.
З 1967 по 1970 — 1-й заступник командуючого 8-ї окремої армії протиповітряної оборони.
З 1978 по 1987 — голова Центрального комітету Добровільного товариства сприяння армії, авіації і флоту України (ДТСААФ України), генерал-полковник авіації.
Був депутатом Верховної Ради Української РСР 10-го скликання та 11-го скликання.

## Нагороди
Нагороджений низкою державних нагород СРСР, у тому числі двома орденами Червоного Прапора (14.05.1956, 31.10.1967), орденами Вітчизняної війни 2-го ступеня (13.08.1945), Червоної Зірки (22.02.1954) і медалями.

## Автор праць
- Коротченко А. Д. Передовое — в практику работы. — М.: Изд-во ДОСААФ, 1982.[5]